# Oligocentris
Oligocentris és un gènere d'arnes de la família Crambidae.

## Taxonomia
- Oligocentris deciusalis (Walker, 1859)
- Oligocentris uniformalis Hampson, 1912